# Net-ID
Net-ID er et digitalt identifikationssystem udviklet af PBS og pengeinstitutterne i Danmark. 
Net-ID kan bruges til at verificere brugerens identitet på forskellige websteder.
Systemet er baseret på de danske netbankers sikkerhedssystem, og benyttes ved at man logger ind gennem sin netbank.